# Brunei ved OL
Brunei deltog første gang ved olympiske lege under sommer-OL 1988 i Seoul, da landet sendte en funktionær. Under Sommer-OL 1996 i Atlanta deltog for første gang en sportsudøver fra Brunei. 
Sportsudøvere fra Brunei har deltaget i hidtil fem sommerlege, men har aldrig deltaget i vinterlegene. Nationen har aldrig vundet nogen olympiske medaljer.

## Medaljeoversigt
| Bruneis medaljer under de olympiske sommerlege | Bruneis medaljer under de olympiske sommerlege | Bruneis medaljer under de olympiske sommerlege | Bruneis medaljer under de olympiske sommerlege | Bruneis medaljer under de olympiske sommerlege | Bruneis medaljer under de olympiske sommerlege |
| ---------------------------------------------- | ---------------------------------------------- | ---------------------------------------------- | ---------------------------------------------- | ---------------------------------------------- | ---------------------------------------------- |
| Lege                                           | Guld                                           | Sølv                                           | Bronze                                         | Totalt                                         | Rang                                           |
| 1988 Seoul                                     | kun en funktionær, ingen udøvere               | kun en funktionær, ingen udøvere               | kun en funktionær, ingen udøvere               | kun en funktionær, ingen udøvere               | kun en funktionær, ingen udøvere               |
| 1992 Barcelona                                 | Deltog ikke                                    | Deltog ikke                                    | Deltog ikke                                    | Deltog ikke                                    | Deltog ikke                                    |
| 1996 Atlanta                                   | 0                                              | 0                                              | 0                                              | 0                                              | –                                              |
| 2000 Sydney                                    | 0                                              | 0                                              | 0                                              | 0                                              | –                                              |
| 2004 Athen                                     | 0                                              | 0                                              | 0                                              | 0                                              | –                                              |
| 2008 Beijing                                   | Deltog ikke                                    | Deltog ikke                                    | Deltog ikke                                    | Deltog ikke                                    | Deltog ikke                                    |
| 2012 London                                    | 0                                              | 0                                              | 0                                              | 0                                              | –                                              |
| 2016 Rio de Janeiro                            | 0                                              | 0                                              | 0                                              | 0                                              | –                                              |
| 2020 Tokyo                                     | 0                                              | 0                                              | 0                                              | 0                                              | –                                              |
| 2024 Paris                                     | 0                                              | 0                                              | 0                                              | 0                                              | –                                              |
| Totalt                                         | 0                                              | 0                                              | 0                                              | 0                                              |                                                |